# Stazione di Handai-byōin-mae
La stazione di Handai-byōin-mae (阪大病院前駅?, Handai-byōin-mae-eki) è una stazione della diramazione Saito della Monorotaia di Ōsaka situata a Ibaraki nella prefettura di Osaka e serve l'Ospedale dell'Università di Osaka e il campus di Suita. La stazione della monorotaia è segnalata dal numero (52).